# Pitulice de Himalaia
Pitulicea de Himalaia (Phylloscopus humei), numită și pitulice de Himalaya, pitulice asiatică, pitulicea lui Hume, este o pasăre mică, insectivoră, montană, migratoare din familia filoscopide.  Cuibărește în pădurile de munte din partea sud-centrală a Rusiei (munții Altai, Saian), Mongolia, Kazahstan, Kârgâzstan, nord-vestul și centrul Chinei, Tian-Șan, Afganistan, Cașmir, Himalaia, Bhutan și nord-estul Indiei. Iernează în sudul Chinei, nord-estul Afganistanului, nordul Pakistanului, estul Indiei, Bangladeș, Myanmar, Tailanda, Laos și Vietnam. Apare accidental (subspecia nominată Phylloscopus humei humei) toamna, mai rar primăvara, în Europa. În România a fost văzută de 2 ori toamna - la Sfântu Gheorghe (în 2008) și pe Grindul Chituc (în 2018).  Cuibărește în pădurile montane de zadă și pin, dar și în arbuștii subalpini și în desișurile de smirdar, în Munții Altai până la altitudini de 2400 m. În nordul Afganistanului, Pakistan și Tadjikistan cuibărește în crângurile de ienupăr, în desișurile de salcie și dracilă și în păduri de foioase la altitudini de 2000-3500 m și de 3280-3980 m în Nepal. Este o pitulice mică, are o lungime de 10-11 cm și o greutate de 5-8,8 g. Are aripile destul de scurte și rotunjite, coada scurtă, pătrată, ușor bifurcată, ciocul scurt, cu vârful ascuțit, picioarele subțiri. Sexele sunt asemănătoare și nu se pot diferenția după penaj. Creștetul și părțile superioare predominant verzi-măslinii, cu o nuanță cenușie pe creștet și manta. Părțile inferioare sunt alb-murdare, cenușii pe gâtlej și piept. Sprânceana este lungă, partea anterioară a sprâncenei destul de slab conturată de culoare ocru (brun-gălbuie), mai bine dezvoltată și ocru-albă în spatele ochiului. Dunga de peste ochi lungă și întunecată, măsliniu-cenușie. Coada brun-închisă cu marginile steagurilor externe ale rectricelor verzi-măslinii. Aripile sunt brune, marginile laterale ale remigelor sunt verzi-măslinii, marginile și vârfurile remigelor terțiare sunt neclare, aproape albe sau ocru-albicioase. Pe aripă are două dungi transversale (dungi alare) de culoare deschisă ocru-albicioasă, prima dungă situată posterior este formată de vârfurile supraalarelor mari și este lungă și evidentă, a doua dungă situată anterior este formată de vârfurile supraalarelor mijlocii și este mult mai scurtă și mai puțin evidentă, adesea aproape indistinctă sau fragmentată.  De obicei este întâlnită singur sau în perechi, dar în afara sezonului de cuibărit adesea în cârduri mixte cu alte specii. Se hrănește mai ales cu insecte (în special cu gândaci), și cu ouăle și larvele lor; mănâncă și păianjeni și moluște. Se reproduce de la sfârșitul lui mai până la începutul lui august. Depune o singură pontă pe an, în Tian-Șan uneori două. Este o specie monogamă, perechile formate rămân împreună mai mulți ani. Cuibul este sferic și este făcut de către femelă din fibre vegetale, mușchi, iarbă și păr de animale, fiind amplasat pe pământ sau pe o moviliță printre rădăcinile sau pietrele acoperite de mușchi sau este ascuns într-un smoc de iarbă, de obicei sub o tufă, un copac mic sau sub un smirdar scund, uneori în scorbura unui copac. Ponta constă din 4-5 ouă, uneori 6. Incubația este asigurată numai de către femelă și durează 11-14 zile. Puii din cuib sunt hrăniți și îngrijiți de ambii părinți, ei părăsesc cuibul după 11-15 zile de la eclozare și devin independenți după 21 de zile.

## Denumirea
Denumirea latină Phylloscopus a genului, provine din cuvintele latine phyllo (din greacă phullon) = frunză + scopus (din greacă skopos) = cercetător, observator, examinator, căutător, deoarece acest gen include specii care își petrec o mare parte din timpul lor hrănindu-se în arbori "examinând frunzele". Denumirea latină a speciei humei este dată în cinstea ornitologului Allan Octavian Hume (1829–1912),  care a fost funcționar public britanic în India, colecționar și fondator al revistei "Stray Feathers".
Denumirea română de pitulicea de Himalaia arată că această pitulice trăiește în munți, inclusiv în Himalaia.

## Subspecii și răspândirea geografică
Sunt recunoscute două subspecii.
- Phylloscopus humei humei (W. E. Brooks, 1878)  - pitulicea lui Hume - subspecia nominată - cuibărește în partea sud-centrală a Rusiei (munții Altai, Saian și sudul munților Baikal), vestul și nordul Mongoliei, nord-estul, estul și sud-estul Kazahstanului, Kârgâzstan, nord-vestul Chinei (Jungaria) și Tian-Șan, spre sud până în nord-estul Afganistanului și Cașmir, de aici spre est prin Himalaia până în sudul Bhutanului și nord-estul Indiei. Iernează în nord-estul Afganistanului, nordul Pakistanului și nordul, centrul și estul Indiei spre est până în Bangladeș. Un număr mic iernează în nord-estul Afganistanului, sud-estul Iranului, estul Arabiei, Emiratele Arabe Unite.[5][7][8]

- Phylloscopus humei mandellii (W. E. Brooks, 1879)  - pitulicea lui Mandelli - cuibărește în centrul Chinei (estul provinciei Qinghai spre est până în provinciile Shaanxi, Shanxi și Hebei, spre sud până în nordul provinciei Yunnan). Iernează în sudul Chinei (sudul provinciei Yunnan) și nord-estul Indiei (Meghalaya și sudul masivului muntos Assam), spre est până în vestul și nord-vestul Myanmarului, nord-vestul Tailandei, nordul Laosului și nordul Vietnamului (vestul regiunii Tonkin).[5][7][8]

Subspecia nominată Phylloscopus humei humei hoinărește regulat toamnă (mai rar iarna și primăvara) în număr mic spre vest apărând accidental în Europa. Apariții accidentale au fost înregistrate în Belgia, Bulgaria, Danemarca, Estonia, Insulele Feroe, Finlanda, Franța, Germania, Islanda, Italia, Olanda, Marea Britanie, Norvegia, Polonia, România, Spania, Suedia, Ucraina (la Odesa și în Insula Șerpilor), Ungaria. Apariții accidentale au fost înregistrate și în Bahrain, Egipt, Hong Kong, Israel, Coreea de Sud, Kuweit, Oman, Qatar, Turcia, Irak.

### Prezența în România
Pitulicea de Himalaia apare accidental în România în septembrie – octombrie. Până în 2018 au fost înregistrate 2 observații ale pitulicii de Himalaia în România.
| Data       | Nr. ex. | Observatori | Localitatea                    |
| ---------- | ------- | --- | ------------------------------ |
| 12.10.2018 | 1       | Daróczi J. Szilárd, Papp Tamás, Dósa Attila, Kastal Ágnes, Papp Virág, Máday Orsolya, Fântână Ciprian, Cotorogea Cornel, Baciu Mihai | Grindul Chituc, jud. Constanța |
| 28.09.2008 | 1       | V. Martin, A. Pochelon și alții | Sfântu Gheorghe, jud. Tulcea   |

## Taxonomie
Pitulicea de Himalaia (Phylloscopus humei) a fost descrisă pentru prima dată sub denumirea științifică Reguloides humei de ornitologul englez William Edwin Brooks în 1878 în Provincia Frontierei de Nord-Vest din India.
Mai înainte era considerată conspecifică (din aceeași specie) cu pitulicea cu sprânceană galbenă (Phylloscopus inornatus), dar diferă clar prin vocea și penajul său. Există unele dovezi că aceste două specii pot uneori hibridiza.
Subspecia mandellii este uneori considerată ca o specie aparte, având în vedere arealul alopatric, penajul destul de diferit și strigătul într-o măsură oarecare diferit, dar aceasta necesită studii suplimentare. Ea se deosebește genetic și penajul său este în general mai spălăcit și mai bruniu deasupra și mai murdar de dedesubt (nu întotdeauna perceptibil); primul tip de cântec coboară inițial mai mult în ton și are o gamă mai mare de frecvență, în timp ce tipul doi de cântec are o notă subtil diferită; în plus, strigătele sunt foarte diferite.
Cu treizeci de ani în urmă, puțini știau sau auziseră de această mică pitulice care cuibărește în pădurile montane din Asia Centrală și sudul Siberiei. Aceasta se explică parțial că ea a fost considerată ca doar o subspecie puțin diferită a pitulicii cu sprânceană galbenă (Phylloscopus inornatus), de care numai specialiștii își băteau capul. Dar când păsărarii vest-europeni au început să călătorească spre est în număr mai mare, ei au remarcat că această pitulice are cântecul și strigătele complet diferite, și se deosebește prin coloritul penajului și ecologie. Acest lucru a dus la recunoașterea ulterioară a acesteia ca o specie distinctă și se știe acum că ea este un vizitator regulat de toamnă în vestul Europei, unde ea în trecut a fost cel mai probabil trecută cu vederea.

## Identificarea
Pitulicea de Himalaia are o lungime de 10 cm. Este o pitulice mică viu colorată, puțin mai mare și mai lungă decât pitulice cu târtiță galbenă (Phylloscopus proregulus) care are corpul îndesat și rotunjit. Aripile destul de scurte și rotunjite și coada scurtă, pătrată, ușor bifurcată. Ciocul scurt, cu vârful destul de ascuțit. Picioarele destul de subțiri. Coloritul penajului caracteristic, în general măsliniu-cenușiu deasupra și alb-murdar de dedesubt. Partea anterioară a sprâncenei destul de slab conturată ocru-deschisă, devenind mai bine dezvoltată și alb-ocru în spatele ochiului. Pe aripă două dungi transversale de culoare deschisă alb-ocru (cea anterioară adesea aproape indistinctă sau fragmentată), marginile și vârfurile remigelor terțiare neclare, ocru-albicioase. Ciocul negru și picioarele destul de întunecate negru-brunii.
Pitulicea de Himalaia este foarte asemănătoare cu pitulicea cu sprânceană galbenă, și uneori indistinctă după penaj. În penajul proaspăt de toamnă este puțin mai spălăcită și verde-cenușie deasupra; sprânceana (partea anterioară), obrajii, laturile gâtului și pieptului au o slabă nuanță ocru (brun-gălbuie); remigele și tectricele aripilor nu sunt nu chiar atât de cenușiu-închise; vârfurile supraalarelor mijlocii sunt mai întunecate și slab conturate, nu atât de distincte și palide; dunga transversală de pe supraalare mari adesea are o ușoară nuanță ocru, nu pur galben-deschisă; ciocul și picioarele sunt în medie întrucâtva mai întunecate. În penajul uzat de primăvară este de obicei indistinctă de pitulicea cu sprânceană galbenă.

## Descrierea

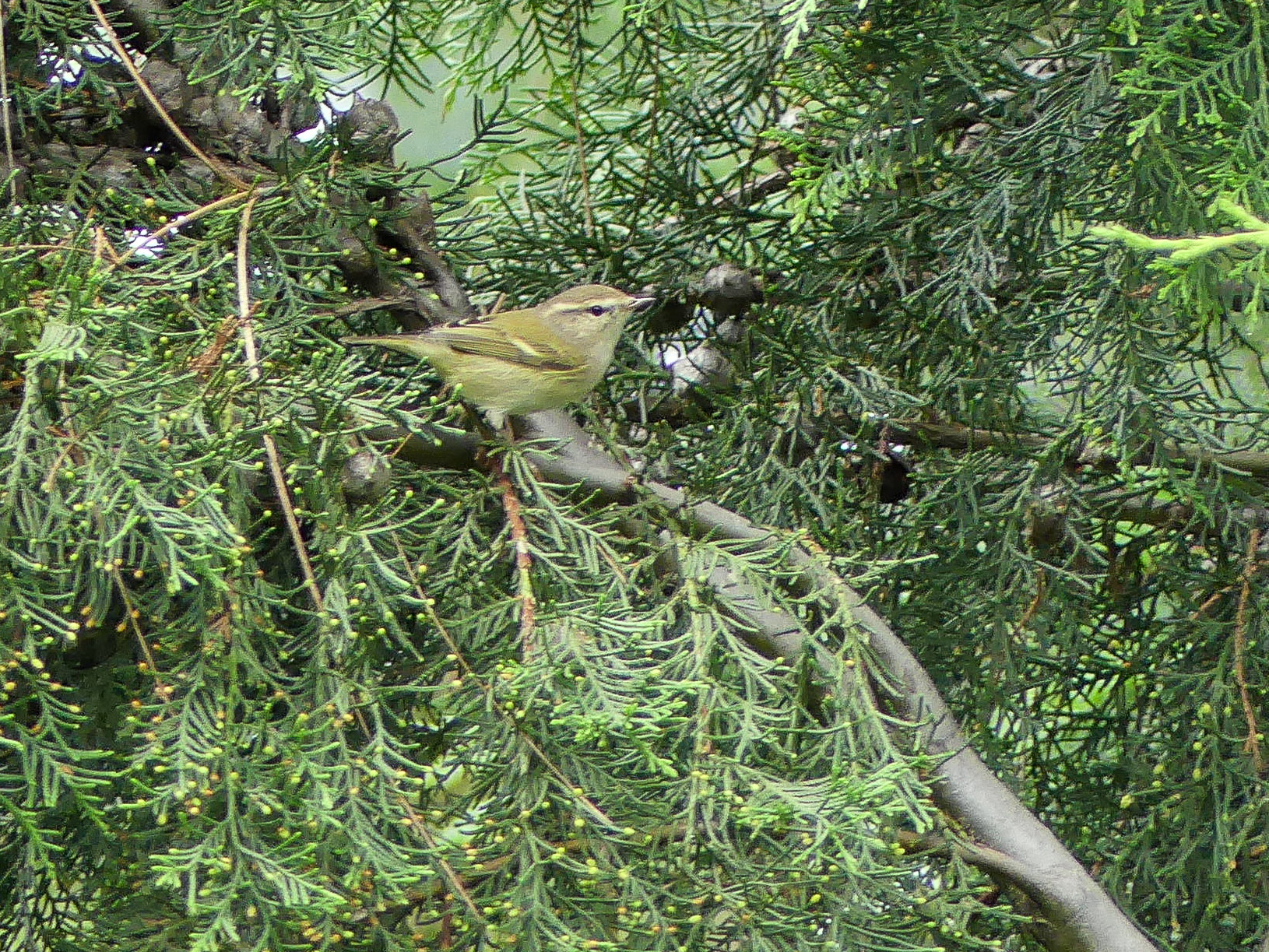
Pitulicea de Himalaia în Bangalore, India

Este o pitulice mică viu colorată, puțin mai mare și mai lungă decât pitulicea cu târtiță galbenă (Phylloscopus proregulus). Are o lungime de 10-11 cm și o greutate de 5-8,8 g. Este foarte asemănătoare și îndeaproape înrudită cu pitulicea cu sprânceană galbenă (Phylloscopus inornatus), având același dimensiuni, proporții și obiceiuri, dar este un pic mai mică. Coloritul penajului este în general măsliniu-cenușiu deasupra și alb-murdar de dedesubt, sprânceana este alb-ocru. Pe aripă are două dungi transversale de culoare deschisă alb-ocru (cea anterioară adesea aproape indistinctă sau fragmentată). Marginile și vârfurile remigelor terțiare neclare, ocru-albicioase. Sexele sunt asemănătoare și nu se pot diferenția după penaj.
Adultul subspeciei nominate P. h. humei în penajul nupțial proaspăt are părțile superioare măsliniu-cenușii cu o nuanță verde (sau verzi-măslinii cu o nuanță cenușie) în penajul proaspăt, care se estompează rapid până la brun-măsliniu-cenușiu deschis. Creștetul este puțin mai întunecat, cenușiu-bruniu; există uneori pe creștet o urmă a unei dungi mediane de culoare cenușie, dar este abia vizibilă. Târtița este puțin mai palidă.
Sprânceana este lungă și se întinde de la baza mandibulei superioare până aproape de ceafă. Partea anterioară a sprâncenei este mai slab conturată de culoare alb-ocru sau ocru-deschisă, devenind mai bine dezvoltată și mai albă sau mai alb-ocru înapoia ochiului. Inelul ocular alb-ocru. Lorul (lorum) și dunga de peste ochi, măsliniu-cenușii, puțin mai întunecate decât părțile superioare; dunga de peste ochi este lungă și relativ îngustă. Regiunea auriculară și obrazul de culoare albă spălăcită cu o ușoară nuanță ocru (brun-gălbuie) și cu pete măslinii.
Părțile inferioare alb-murdare sau alb-ocru, uneori cu urme de galben, dar de obicei galbenul lipsește; pe gatlej și piept adesea are o nuanță cenușii. Tectricele subcodale și coapsele alb-ocru.
Coada este scurtă, pătrată, ușor bifurcată și are o culoare brun-închisă, marginile steagurilor externe ale tuturor rectricelor sunt verzi-măslinii strălucitoare sau gălbui, dar perechea centrală de rectrice are ambele steaguri tivite cu verde-măsliniu.

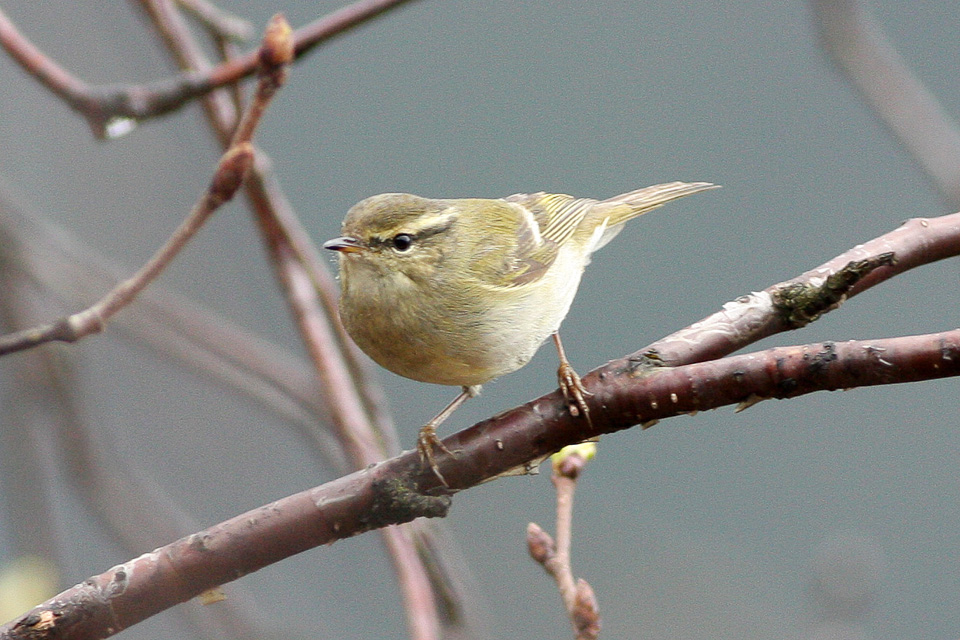
Pitulicea de Himalaia în munții Taibai, provincia Shaanxi, China

Aripile sunt destul de scurte și rotunjite. Remigele aripilor, alula și tectricele supraalare sunt brune, cu marginile laterale verzi-măslinii strălucitoare sau gălbui, mai înguste pe remigele primare, devenind mai late pe remigele secundare; bazele remigelor secundare ușor mai întunecate. Supraalarele mici tivite pe vârfuri cu măsliniu-cenușiu. Remigele secundare și remigele primare mediale și mijlocii cu vârfurile alb-murdare în penajul foarte proaspăt. Remigele terțiare brune, cu marginile laterale destul de neclare aproape albe sau ocru-albicioase, devenind distal (spre vârf) mai late, mai clar conturate și mai albe. Culoarea de fond a remigelor terțiare și a tectricelor supraalare mari nu este chiar atât de întunecată ca la pitulicea cu sprânceană galbenă, creând un contrast mai puțin evident cu vârfurile și marginile albicioase ale remigelor terțiare la pitulicea de Himalaia. Pe aripă are două dungi transversale, una anterioară și alta posterioară, de culoare deschisă alb-ocru sau ocru-albicioase. Dunga transversală anterioară este formată de vârfurile supraalarelor mijlocii și este mică, slab conturată, aproape indistinctă sau fragmentată și greu vizibilă pe teren; ea are o culoare ocru-albicioasă sau alb-murdară. Dungă transversală posterioară este bine conturată și este formată de vârfurile supraalarelor mari, ea este lată, albicioasă sau ocru-albicioasă. Tectricele subalare și axilare au o culoare deschisă alb-gălbuie sau albicioasă.
Ciocul este scurt, cu vârful destul de ascuțit. Ciocul este în general întunecat, brun-corniu sau negru, baza mandibulei inferioare uneori cu o zonă mică palidă sau portocalie spălăcită. Picioarele sunt subțiri și destul de întunecate, brun-negricioase sau cu o nuanță portocalie, tălpile sunt brun-gălbui. Irisul castaniu sau brun-închis.

### Vârsta

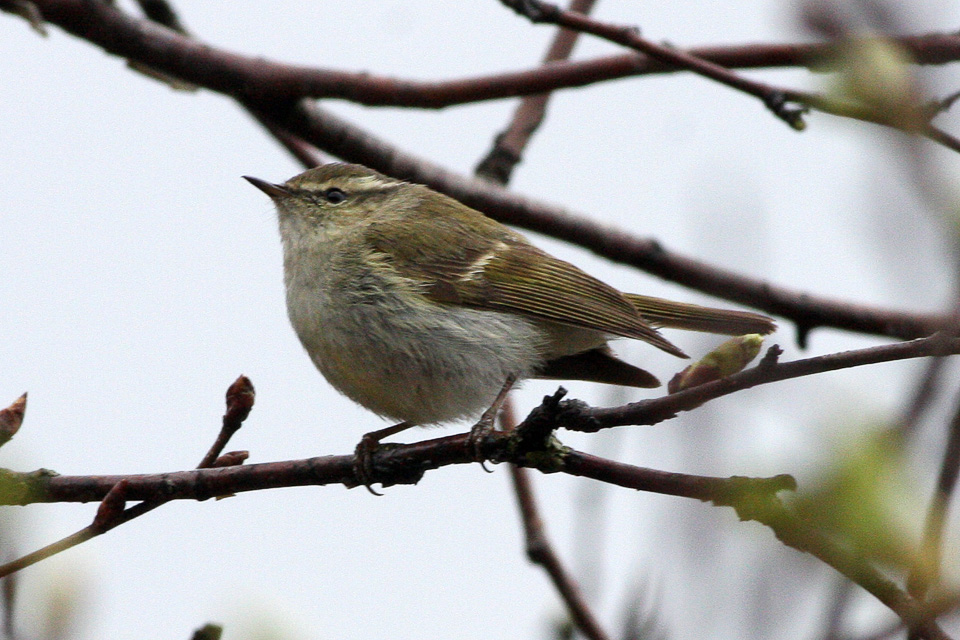
Pitulicea de Himalaia în munții Taibai, provincia Shaanxi, China

Subspecia humei. Există diferențe mici legate de vârstă la imaturul în prima iarnă. Determinarea vârstei primăvara bazată pe uzura diferită a penelor este probabil aplicabilă, dar nu a fost studiată. Toamna determinarea vârstei este adesea dificilă, diferențele fiind mici.
Adultul în penajul uzat (iunie-iulie), părțile superioare devin destul de cenușiu-brunii sau măsliniu-cenușii. Creștetul ușor mai întunecat decât restul părților superioare. Sprânceana mai albă, uneori fără ocru. Dungile de pe aripă mai albe, dunga anterioară poate fi mai vizibilă decât în penajul proaspăt, dar dunga posterioară devine întrucâtva erodată și redusă; albul de pe marginile și vârfurile remigelor terțiare este redus, uneori absent. Părțile inferioare sunt mai albe, aproape fără vreo nuanță ocru. Rectricele cozii și remigele aripilor se decolorează devenind brun-deschise și erodate.
Adultul proaspăt năpârlit în penajul postnupțial de toamnă este asemănător cu adultul în penajul nupțial, dar părțile superioare au o nuanță ușor mai strălucitoare verzuie. Vârfurile rectricelor cozii strălucitoare și rotunjite cu porțiunile centrale întunecate și lucioase. Marginile laterale ale rectricelor cozii și remigelor aripilor sunt mai strălucitoare și mai late, verzi-măslinii. Vârfurile remigelor primare mediale și remigelor secundare mai albe, mai late și mai clar vizibile.
Juvenilul este asemănător cu adultul, dar părțile superioare sunt mai brunii, și sprânceana albă spălăcită. Părțile inferioare de obicei alb-murdare cu o nuanță ocru pe flancuri și tectricele subcodale. Dungile transversale de pe aripă alb-ocru.
Imaturul în prima iarnă. Remigele aripilor, tectricele primare, alte câteva tectrice alare și de obicei majoritatea rectricelor cozii sunt păstrate de la juvenil, dar diferența de vârstă dintre penele rămase de la juvenil a păsărilor în prima iarnă și penele proaspete ale adultului sunt neglijabile și aceste păsări au aspectul de adult. Păsările imature prezintă primele semne de erodare pe vârfurile remigelor primare și pe rectricele cozii, acestea din urmă fiind adesea subtil uzate la vârfuri, și mai puțin lucioase sau marginile contrastează în medie mai puțin decât la adult.
Imaturul în prima vară are adesea vârfurile remigelor primare și rectricelor foarte erodate, penele destul de brunii, cu un luciu redus.

### Date biometrice
Subspecia humei. Lungimea totală 9-10,5 cm. Lungimea aripii ♂ 53-60 mm (în medie 57,8), ♀ 52-57 mm (în medie 54,4). Lungimea cozii ♂ 38-45 mm (în medie 41,4), ♀ 36-40 mm (în medie 38,7). Lungimea cozii/Lungimea aripii în medie 71,4%. Lungimea ciocului 10,0-12,0 mm (în medie 10,7). Înălțimea ciocului 2,2-2,7 mm (în medie 2,5). Lățimea ciocului 2,5-3,3 mm (în medie 2,9). Lungimea tarsului 16,7-19,0 mm (în medie 17,7).
Formula alară: Prima remige primară depășește vârful tectricelor primare cu 4-9 mm și este mai mică decât a 2-a remige primară cu 19-25,5 mm. A 2-a remige primară este mai mică decât vârful aripii cu 5-8 mm, egală cu a 7-a sau a 7-a/a 8-a remige primară (în 60% de cazuri), sau egală cu a 8-a sau a 8-a/a 9-a (37%) sau mai mică decât a 8-a/a 9-a (3%). Remigele primare 3-5 sunt aproximativ egale și cele mai lungi și formează vârful aripii. A 6-a remige primară este mai mică decât vârful aripii cu 0,5-2 mm. A 7-a remige primară este mai mică decât vârful aripii cu 3,5-6 mm. A 8-a remige primară este mai mică decât vârful aripii cu 5-8 mm. A 10-a remige primară este mai mică decât vârful aripii cu 8-11,5 mm. Prima remige secundară este mai mică decât vârful aripii cu 9-12,5 mm. Pe steagul extern al remigelor primare 3-6 există emarginații (scobituri).
Dementiev dă următoarele date: Prima remige primară depășește vârful tectricelor primare cu 5,5-8,5-10 mm. A 2-a remige primară este situată după lungime între a 7-a și a 8-a, uneori între a 8-a și a 9-a sau, extrem de rar și numai la femele, între a 9-a și a 10-a remige primară. Cu toate acestea, ea poate fi egală cu a 8-a sau a 9-a remige primară. A 3-a remige primară este întotdeauna mai lungă decât a 6-a și mai scurtă decât a 4-a și a 5-a; remigele primare 3-5 formează vârful aripii. Anvergura aripilor la masculi (4 exemplare) este de 170-175, la femele (3 ex.) 160-171, în medie 173,5 și 163,6 mm. Lungimea corpului la masculi (5 ex.) 105-111, la femele (5 ex.) 102-114, în medie 108,5 și 107,5 mm. Lungimea aripilor la masculi (17 ex.) 55-58,3, la femele (13 ex.) 50,5-55, cu o medie de 56,5 și 54,6 mm. Lungimea cozii la masculi 40-45, la femele 37-42 mm. Lungimea tarsului 17-18 mm. Lungimea ciocului 10,5-12,5 mm. Greutatea femelelor (2 ex.) 5 și 6,2 g.

### Pitulicea lui Mandelli
Subspecia Phylloscopus humei mandellii (pitulicea lui Mandelli) are părțile superioare mai spălăcite, mai întunecate și mai brunii decât subspecia nominată și creștetul mai întunecat, mai cenușiu, dar are și o dungă mediană abia vizibilă pe creștet, sprânceana este alb-gălbuie murdară. Părțile inferioare spălăcite alb-gălbui au mai mult galben, în special pe părțile inferioare ale flancurilor și regiunea anală, adesea are niște striații fine cenușii pe piept. Dunga anterioară de pe aripă are mai puțin alb și prin urmare aceasta din urmă este mai puțin contrastantă și rareori distinctă. Marginile remigelor terțiare și vârfurile remigelor cenușiu-verzui. Picioarele sunt brun-gălbui, vârful mandibulei inferioare este în mare parte întunecat.
A 2-a remige primară este în medie mai scurtă decât cea de la subspecia nominată, lungimea ei se situează de obicei între a 10-a remige primară și a 8-a remige primară, fiind de obicei egală cu a 9-a remige primară; la Phylloscopus humei humei, a 2-a remige primară de obicei se situează între a 8-a remige primară și a 7-a remige primară (la mascul) sau între a 9-a și a 8-a (la femelă).

## Specii asemănătoare
Pitulicea de Himalaia diferă de toate celelalte specii de pitulici cu dungi transversale pe aripă prin aceea că are o talie mică, absența galbenului pe târtiță și albului pe coadă, culoarea dungii transversale de pe supraalarele mari, dunga de peste ochi relativ îngustă și ciocul complet întunecat.
Pitulicea de Himalaia este foarte asemănătoare după înfățișare cu pitulicea cu sprânceană galbenă (Phylloscopus inornatus) parțial simpatrică și îndeaproape înrudită, având același dimensiuni, proporții și obiceiuri, dar este un pic mai mică. În penajul proaspăt pitulicea de Himalaia are părțile superioare mai palide, mai cenușii sau mai cenușiu-brunii, cu o ușoară nuanță variabilă verde-gălbuie, mai puțin verde-strălucitoare decât la pitulicea cu sprânceană galbenă în penajul proaspăt normal. Părțile inferioare adesea au o nuanță întrucâtva mai galbenă decât la  pitulicea cu sprânceană galbenă. La pitulicea cu sprânceană galbenă părțile superioare sunt verzi-măslinii strălucitoare. Pitulicea cu sprânceană galbenă adesea prezintă un contrast între marginile verzi strălucitoare ale remigelor aripilor și mantaua mai puțin verde, însă această particularitate poate fi mai ușor vizibilă la păsările cu penaj moderat uzat. Dungile transversale de pe aripă la pitulicea cu sprânceană galbenă sunt palide, alb-gălbui, și contrastează destul de mult cu supraalare mijlocii și mari întunecate și bazele întunecate ale remigelor secundare. Pitulicea de Himalaia are o ușoară nuanță ocru pe dunga posterioară de pe aripă și pe marginile remigelor terțiare; dunga anterioară de pe aripă este de obicei puțin distinctă, puțin vizibilă, mică sau aproape absentă de culoare alb-murdară și adesea cu o nuanță ocru și nu prezintă contrast cu mantaua și remigele scapulare; prin urmare aceasta poate părea foarte slab conturată, numai dungă posterioară de pe aripă este evidentă, dar mai puțin distinctă decât cea de la pitulicea cu sprânceană galbenă deoarece ea este alb-murdară sau alb-ocru. Culoarea de fond a remigelor terțiare și a tectricelor supraalare mari nu este chiar atât de întunecată ca la pitulicea cu sprânceană galbenă, creând un contrast mai puțin evident cu vârfurile și marginile albicioase ale remigelor terțiare la pitulicea de Himalaia. De asemenea tectricele supraalare mijlocii și mari și bazele remigelor secundare nu sunt atât de întunecate ca la pitulicea cu sprânceană galbenă. Coloritul facial la pitulicea de Himalaia este mai puțin distinct, relativ deschis și blând, mai puțin intens decât la pitulicea cu sprânceană galbenă; partea anterioară a sprâncenei este ocru și destul de slab conturată, devenind mai strălucitoare și mai albă sau mai alb-ocru înapoia ochiului; obrajii ușor mai palizi și regiunea auriculară alb-ocru, ușor pătată; dunga de peste ochi și creștetul sunt mai deschise la culoare, dunga de peste ochi are o culoare măslinie și creștetul este brun-cenușiu. La pitulicea cu sprânceană galbenă, coloritul feței este mai accentuat, cu sprânceana în întregime alb-gălbuie; regiunea auriculară mai întunecată și mai pătată, dunga de peste ochi bine conturată, contrastând cu sprânceana alb-gălbuie; creștetul are o nuanță verde distinctă, spre deosebire de pitulicea de Himalaia. La pitulicea de Himalaia atât ciocul, cât și picioarele sunt în general puțin mai întunecate decât la pitulicea cu sprânceană galbenă (dar la unii indivizi coincid parțial). Jumătatea bazală a mandibulei inferioare la pitulicea cu sprânceană galbenă este palidă, în timp ce la pitulicea de Himalaia este cel mai adesea întunecată în întregime, cu numai o mică zonă palidă limitată la baza mandibulei inferioare, însă această trăsătură caracteristică este variabilă (pitulicile de Himalaia bizare pot avea marginile tăioase și baza mandibulei inferioare ușor mai palide). Picioarele pitulicii de Himalaia sunt în mod normal brun-negricioase comparativ cu picioarele brun-cărnii sau brun-cenușii ale pitulicii cu sprânceană galbenă. În penajul uzat (iunie-iulie), ambele specii sunt mult mai cenușii deasupra și spălăcite, alb-murdare, pe părțile inferioare și pitulicea de Himalaia devine mai asemănătoare cu pitulicea cu sprânceană galbenă deoarece nuanțele ocru de pe sprânceană, regiunea auriculară și dungile transversale de pe aripă se decolorează devenind albicioase, iar mantaua la ambele este mai cenușie.  Dungile transversale de pe aripă și marginile palide ale remigelor terțiare devin mai albe și mai înguste; dunga anterioară de pe aripă este adesea complet uzată, dar dacă nu, este deseori ascunsă vederii. Pitulicea cu sprânceană galbenă decolorată vara are totuși dunga anterioară de pe aripă clar vizibilă (deși scurtă) pur albă, în timp ce aceasta are o nuanță cenușie, puțin vizibilă, este îngustă și adesea fragmentată în penajul corespunzător al pitulicii de Himalaia. În astfel de circumstanțe este adesea foarte dificil, dacă nu imposibil, să se facă distincția între aceste două specii numai după penaj, cu excepția cazului în care astfel de păsări sunt observate destul de aproape și îndelungat. Vocea este în acest caz cel mai bun indiciu pentru identificarea sigură a lor.
Pitulicea de Himalaia se deosebește de pitulicea lui Brooks (Phylloscopus subviridis) simpatrică prin aceea că are părțile superioare mai întunecate și mai cenușii, nu măsliniu-gălbui, și părțile inferioare albicioase, nu galbene (însă în penajul uzat diferențele sunt mai puțin pronunțate). Sprânceana la pitulicea lui Brooks este galben-aurie înaintea ochiului și pe frunte, chiar deasupra bazei ciocului, obrajii sunt de asemenea galben-aurii, iar regiunile auriculare galbene, cu o nuanță măslinie. Creștetul este întunecat, măsliniu-închis, cu o dungă mediană gălbuie aproape indistinctă, adesea greu de văzut pe teren. Târtița este de regulă galbenă, mai deschisă decât restul părților superioare, care la indivizii caracteristici, are aspectul unei pete galbene pe târtiță. La pitulicea de Himalaia partea anterioară a sprâncenei este ocru-deschisă și slab conturată, obrajii sunt alb-murdari, iar regiunile auriculare sunt alb-ocru și pătate. Creștetul este concolor cu restul părților superioare, fără vreo dungă mediană palidă. Târtița are în general aceeași culoare ca restul părților superioare.
Pitulicea elegantă (Phylloscopus pulcher) este o pasăre deosebită, viu colorată, în comparație cu pitulicea de Himalaia. Ea are părțile superioare brun-măslinii cu o nuanță verzuie distinctă și târtița bine conturată, de obicei galbenă sau galben-albicioasă. Dungile de pe aripă sunt distinctiv ocru viu. Steagurile interne ale primelor trei rectrice laterale sunt albe. Remigele terțiare au vârfurile albe. Pitulicea de Himalaia nu are o pată galbenă pe târtiță, are părțile superioare verzi-cenușii, dunga posterioară de pe aripă este alb-murdară sau alb-ocru și nu are alb pe coadă. Marginea steagului extern al remigelor terțiare este alb-ocru, devenind mai lată și mai albă distal (spre vârf).
Poate fi confundată cu pitulicea verzuie (Phylloscopus trochiloides) un pic mai mare, dar pitulicea de Himalaia are marginile albicioase pe remigele terțiare (dar pot fi aproape indistincte în penajul uzat), centrele tectricelor supraalare și remigelor terțiare sunt întunecate (mai întunecate decât restul părților superioare), ciocul este în întregime întunecat. La pitulicea verzuie, marginile remigelor terțiare sunt de aceeași culoare ca restul părților superioare. Centrele tectricelor supraalare și remigelor terțiare sunt mai puțin întunecate, iar mandibula inferioară este cărniu-deschisă sau galbenă.

## Năpârlirea
Păsările adulte năpârlesc de două ori pe an. La adulți, la începutul lui iulie, penajul este puternic uzat și decolorat. Năpârlirea postnupțială completă a adultului are loc în locurile de cuibărit sau în apropierea lor, în august-septembrie, în special la sfârșitul lui iulie-august, dar unii năpârlesc mai târziu în cartierele de iarnă, în noiembrie-decembrie. Se întâlnesc adulți năpârliți, la care toate rectricele și remigele primare sunt înlocuite în același timp, și prin urmare ei zboară de pe o creangă pe alta ca puii. Năpârlirea prenupțială parțială a adultului este limitată, cuprinzând tectricele corpului, unele tectrice alare și ocazional unele remige terțiare, uneori și rectricele centrale ale cozii și are loc în martie-aprilie în cartierele de iarnă.
Juvenilii năpârlesc parțial în iulie-septembrie și își schimbă tectricele corpului și probabil unele tectricele alare, dar nu sunt atinse remigele aripilor sau tectricele primare. În martie-aprilie are loc o năpârlire parțială a juvenilelor în cartierele de iarnă, care atinge numai tectricele corpului.

## Vocea
Pitulicea de Himalaia se distinge cel mai bine de pitulicea cu sprânceană galbenă prin voce.
Strigătele de contact sunt destul de variabile și uneori similare cu cele ale pitulicii cu sprânceană galbenă (Phylloscopus inornatus), dar totuși pot fi aproape întotdeauna ușor de deosebit, când sunt însușite.  Strigătul cel mai obișnuit este un "tsiu-viis" disilabic vioi, dar nu este la fel de înalt și lung ca strigătul pitulicii cu sprânceană galbenă, fiind mai slab și fără "s" domol. Însă, unele strigăte sunt mai asemănătoare cu cele ale pitulicii cu sprânceană galbenă, ca "uiist" (și variațiile sale "tuii", "tsi", "ciuii" "uisu" sau "uiisu"), scurt, dulce, relaxat, mai sec decât strigătul pitulicii cu sprânceană galbenă. Chiar dacă adesea este ascendent, el se poate termina cu o urmă de ton descendent, "tsiu-viis(o)". Variantele strigătului disilabic, "ce-ui" sau "ce-lip" monoton, sunt asemănătoare cu strigătul pitulicii verzui (Phylloscopus trochiloides), dar acesta din urmă este mai ascuțit, cu același ton pe ambele silabe, mai asemănător cu strigătul codobaturii albe (Motacilla alba). Mai rar este auzit un "si-su-viit" aproape trisilabic. Un alt strigăt este un "puis" ușor ascendent, dar scurt. Emite de asemenea un "cirp", asemănător cu cel al unei vrăbii (Passer), și un "sciup" sau "tiss-iip" (ultimul strigăt este emis strident și repetat de subspecia mandellii), și un "siist" sau "suiist" scurt și monoton. S-a înregistrat și un "suiu" slab, fals (distonant) asemănător cu unele strigăte ale pitulicii mici (Phylloscopus collybita). Strigătul de contact în afara sezonul de cuibărit este un fluierat disilabic puternic "dsu-uiit", mai scurt, mai domol și de o tonalitate mai joasă decât cel al pitulicii cu sprânceană galbenă sau un "dsiiuo" ușor descendent.
Cântă de la sfârșitul lui aprilie până la sfârșitul lui august. Cântecul este de două tipuri, care pot fi amestecate sau interprete singure pe perioade lungi. Primul tip al cântecului este o versiune "uiisu" (sau "uisslo", "viislo") a strigătului de contact sau o notă dublă, "tiss-iip" descendentă și de tonalitate destul de joasă, adesea dublată sau triplată și repetată vioi de câteva ori pentru perioade lungi. Al doilea tip al cântecului mai rar auzit, dar mai caracteristic este o notă bâzâitoare sau șuierătoare mai lungă și destul de încordată, "bzziiiiiu" sau "bzzzzzzzziio", "zuiiiiiiiiii", "iiiiiiiiiiizzzzzzz", ușor descendentă la sfârșit, adesea neîntreruptă timp de câteva secunde, care amintește puțin de strigătul prelungit "siiip" emis în zbor al sturzului viilor (Turdus iliacus) în timpul migrației sau cu strigătul distant al unui florinte (Carduelis chloris).
Cântecul subspeciei Phylloscopus humei mandellii este identic sau foarte asemănător cu cel al subspeciei nominate humei, însă are strigătul de obicei mai ascuțit, un "zeuit" rapid disilabic, cu prima silabă foarte scurtă sau aproape înăbușită, strigătul asemănându-se puțin cu cel al pitulicii verzui (Phylloscopus trochiloides). 

## Habitatul

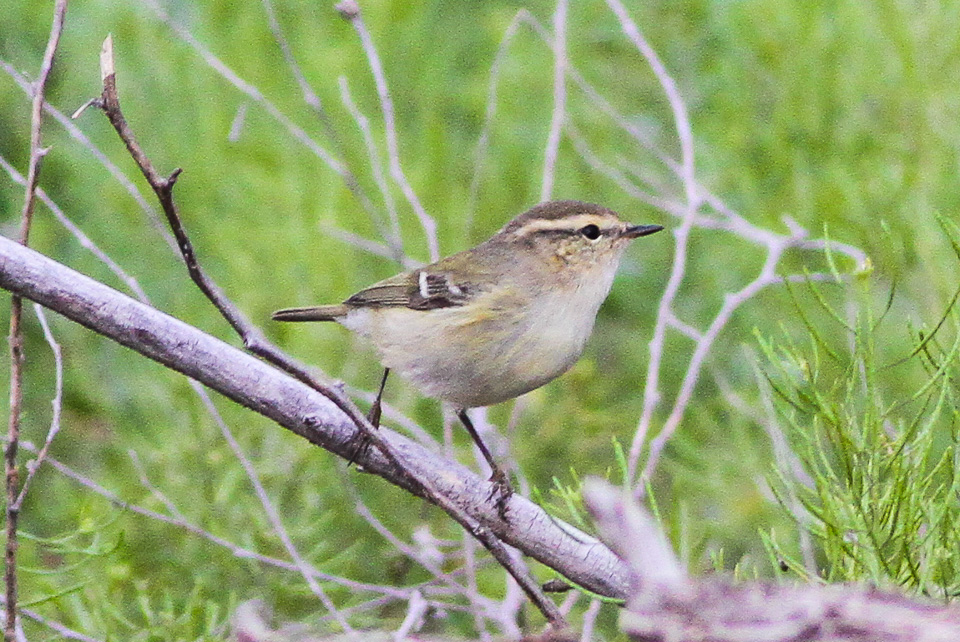
Pitulicea de Himalaia în deşertul Taukum, Kazahstan

În sezonul de cuibărit trăiește în arborii și arbuștii din zonele montane. Cuibărește în păduri de zadă (Larix) și pin (Pinus), dar și în arbuștii subalpini și în desișurile de smirdar (Rhododendron), în munții Altai la altitudini de 1000-2400 m în etajul pădurilor rare de zadă și tufișurilor alpine, rareori în lăstărișurile de pe arsurile vechi de pădure, în Kirghizki Alatau în partea superioară a etajului subalpin cu ienupăr târâtor, iar în Talaski Alatau în număr mic cuibărește numai în locurile cu ienupăr des târâtor, care crește în jumătatea inferioară a etajului subalpin (până la 2500 m), în Munții Tarbagatai - în etajul pădurilor de zadă, în Munții Saian în etajul pădurilor strâmbe și tufișurilor alpine, în Semirecie la altitudini de cel puțin 2000 m în brădet și tufișuri alpine; în Transbaikalia în pinul pitic (Pinus pumila) și desișurile de smirdar. În nordul Afganistanului, Pakistan și Tadjikistan cuibărește în etajul alpin cu crânguri de ienupăr (Juniperus), desișuri de salcie (Salix), caprifoi (Lonicera), caragană (Caragana), dracilă (Berberis) și cătină (Hippophae) și rareori în păduri de foioase la altitudini de 2000-3500 m și de 3280-3980 m în Nepal.
În pasaj și în timpul iernii este întâlnită la altitudini mai joase (sub 2135 m) în pădurile riverane, în tufișurile de la poalele munților, în stufărișurile din văile râurilor montane, în pădurile deschise xerofile de foioase, în ținuturi păduroase, în livezile și parcurile din localități, în plantații, în buruienișurile din grădini și din câmpuri, în ciurlanii din stepe și în vegetația de pe marginile drumurilor.

## Comportamentul
Pitulicea de Himalaia este întâlnită singură sau în perechi în sezonul de cuibărit, dar adesea este văzută în cârduri mici cu alte grupuri de paseriforme mici care hoinăresc în căutarea hranei în afara sezonului de cuibărit. Este foarte sperioasă și distantă, de care nu te poți apropia. Însă Sushkin (1913) afirmă că pitulicile de Himalaia adulte nu sunt păsări sperioase, iar puii sunt destul de încrezători și pot fi luați în mână de pe o ramură, iar părinții în acest timp nu sunt foarte alarmați.
Este o pasăre foarte arboricolă, petrecând o mare parte din timp în căutarea hranei în coroanele copacilor prin toate etajele, atât în interiorul coroanei copacului cât și în afara acesteia, adesea coborând mai jos în etajul inferior de arbuști și tufăriș. Rareori coboară pe pământ în căutarea hranei. Este activă și veșnic în mișcare, zburând tot timpul de pe o creangă pe alta în coroana arborilor și arbuștilor în căutare insectelor pe care le ciugulește cu dibăcie de pe suprafața ramurilor subțiri și de pe frunze. Adesea fâlfâie tremurător din aripi și își flutură coada. Planează examinând frunzișul exterior, dar este mai puțin dispusă să planează față de pitulicea cu târtiță galbenă (Phylloscopus proregulus). Zboară în afară coroanei copacului bătând rapid din aripi pentru a prinde insectele zburătăcite, zburând după ele iute și șerpuit. Se mișca în frunziș prin salturi, răsucindu-se, sărind și șerpuind dintr-o parte în alta. Are o alură orizontală. Zboară ușor dintr-un loc într-altul, asemenea pitulicii fluierătoare (Phylloscopus trochilus).

## Hrana
Se hrănește mai ales cu insecte, și cu ouăle și larvele lor; în special cu gândaci (Coleoptera) care constituie cea mai importantă parte a hranei în timpul migrației de toamnă prin Tian-Șan. Printre alte insecte consumate se numără himenopterele (Hymenoptera), inclusiv viespile calcidoide (Chalcidae), viespile ferăstrău (Symphyta) și furnicile (Formicidae), în afară de acestea consumă și fluturi (Lepidoptera), libelule (Odonata), muște (Diptera), hemiptere (Hemiptera), afide (Aphidoidea), blatide mici (Blattodea). Mănâncă și păianjeni (Araneae) și moluște.
În Talaskii Alatau din Kazahstan a fost studiat conținutul a 13 stomacuri ale pitulicilor de Himalaia. În mai în patru stomacuri au fost găsite rămășițele ale 11 gărgărițe (Curculionidae), un gândac bondoc (Hister), un gândac de frunze (Chrysomelidae), câteva ploșnițe (Heteroptera), șase omizi de fluturi, o viespe parazită (Ichneumonidae) și trei păianjeni. Vara (iulie - august) în trei stomacuri au fost găsite rămășițele a patru gărgărițe (Curculionidae), doi gândaci de scoarță (Scolytidae), un gândac de frunze (Chrysomelidae), un gândac săritor (Elateridae), carabide (Carabidae), câteva ploșnițe (Heteroptera), o viespe parazită (Ichneumonidae), o gărgăriță a ienupărului (Apion juniperi), muște foride (Phoridae) și un păianjen. În șase stomacuri (septembrie - noiembrie) au fost găsiți 15 purici de pământ (Alticini), rămășițele a zece gândaci de băligar (Geotrupidae), a șase gărgărițe (Curculionidae),  patru ploșnițe (Heteroptera), câteva muște, o viespe braconidă (Braconidae), doi păianjeni și o multe afide înaripate (Aphididae). Astfel, în toate anotimpurile anului, această pitulice se hrănește cu diferite insecte mici, printre care predomină gândacii. Rămășițe de plante în stomacurile pitulicii de Himalaia nu au fost găsite nici măcar o singură dată.
Își caută hrana în toate etajele vegetației, atât în interiorul coroanei copacului cât și în afara acesteia, prinzând insectele mai ales în frunziș; adesea planează examinând frunzișul exterior; urmărește, de asemenea, insectele în zbor, zburând după ele iute și șerpuit. Rareori se hrănește pe pământ.

## Reproducerea
Pitulicea de Himalaia se reproduce de la sfârșitul lui mai până la începutul lui august. În Kazahstan pitulicea de Himalaia începe să cuibărească la sfârșitul lui mai - începutul lui iunie, depunerea pontei are loc în prima jumătate a lui iunie, iar la mijlocul lui iulie majoritatea puilor părăsesc cuiburile.
Pitulicea de Himalaia este o specie teritorială și monogamă; perechile formate rămân împreună cel puțin trei ani consecutivi în Tian-Șan. Masculii sosesc în locurile de cuibărit mai devreme decât femelele și încep să cânte după câteva zile după ce au sosit, în 1965 în Zailiiskii Alatau ei au început să cânte cu adevărat abia după două săptămâni. Formarea perechilor are loc atunci când femela intră în teritoriul masculului care cântă, ambii se așază pe aceeași creangă și sar unul spre celălalt, bătând tremurător din aripile pe jumătate desfăcute și răsfirând coadă în evantai (dar pot ridica coada deasupra nivelului spatelui), apoi masculul urmărește femela în zbor.
După formarea perechilor, femela începe construirea cuibului. Conform observațiilor din Tian-Șan și Altai, aceasta se întâmplă după trei - patru săptămâni după apariția primilor masculi. Pentru cuib sunt alese mai adesea poienile din păduri sau luminișurile din desișurile de ienupăr târâtor, acoperite cu iarbă înaltă, sau în terenurile pietroase, locurile acoperite cu mușchi; mai rar cuibul este situat sub coronamentul închis al pădurii. Cuiburile sunt amplasate pe pământ sau pe o moviliță, uneori într-o gropiță mică, ascunse mai adesea sub un smoc de iarba deasă, sub o tufă mică, un copac mic, sub un smirdar scund sau sub un ciot, sub tulpina unui copac căzut, sub o moviliță acoperită de mușchi, sub sau  printre rădăcinile descoperite a unui copac. Mai rar cuiburile sunt amplasate în nișele de sub pietre sau printre pietre acoperite cu mușchi, pe suprafața pietrelor mari printre smocurile de iarbă și mușchi care cresc aici sau uneori în scorbura unui copac. În mestecănișurile din mlaștinile din Altai, s-au găsit cuiburi pe plaur la 20-25 cm deasupra apei și unul în semiscorbura unui ciot de mesteacăn la 1 m de la sol. Majoritatea cuiburilor sunt bine camuflate, în iarba deasă sau perna de mușchi este adesea văzută numai intrarea, și numai două dintre cele 77 găsite în Kazahstan au fost făcute în locuri destul de deschise lângă pietre și erau clar vizibile.
Femela construiește singură cuibul, aducând material atât din locuri apropiate (15-20 m), cât și îndepărtate; de aceea ritmul construirii diferitelor cuiburi este foarte diferit. Masculul se ține aproape de femelă, cântă, alungă alte păsări de la cuib, însoțește femela în zbor când aceasta aduce materiale de construcție, o curtează și, uneori, se împerechează. Masculul nu participă la construcția cuibului și, uneori, el deranjează femela când aceasta așază materialul de construcție. Construcția cuibului durează aproximativ o săptămână, la scurt timp după terminarea sa femela începe depunerea ouălor.
Cuiburile sunt închise, sferice sau, mai des, ovale, cu intrare laterală. Uneori ele sunt oarecum turtite pe verticală. Dinafară ele sunt făcute din tulpini uscate brunificate de iarbă (adesea de graminee) și coajă de arbuști amestecate cu mușchi, care ascund bine cuibul; toate acestea sunt țesute destul de lax. Stratul mijlociu este mult mai compact și constă din tulpini subțiri de iarbă uscată. Interiorul cuibului este căptușit cu o cantitate mică de lână sau păr de animale, mai ales de cal. Dimensiunile a 10 cuiburi din Kazahstan au fost următoarele: lungimea exterioară 85-170, lățimea 85-130, înălțimea 85-155, diametrul interiorului cuibului 45-70, înălțimea interiorului cuibului 40-60 mm. Gaură de intrare în cuib cel mai adesea are forma unui oval, alungit pe orizontală până la 35-50 mm și mai îngust pe verticală (25-37 mm); doar numai un cuib avea intrarea complet rotundă cu un diametru de 35 mm, iar altul sub formă de crăpătură verticală de 47×75 mm.
Ponta constă din 4-5 ouă, uneori 7. În cele 39 de cuiburi cu ponte complete studiate în Kazahstan, în 7 cuiburi erau 4 ouă, în 25 erau 5 ouă, în 5 erau 2 ouă și în 2 erau 7 ouă.  Ouăle sunt albe cu pete mari brun-roșcate situate mai des spre capătul rotund al oului, și au dimensiuni de 13,0-14,7×10,4-11,6 mm. Greutatea ouălor proaspete în Altai: 0,78-0,90 g (în medie, 0,82 g); în Zailiiskii Alatau 0,62-0,92 g (în medie 0,80 g).
Depune o singură pontă într-un sezon de reproducere, în Tian-Șan uneori două. În Kazahstan depune o singură pontă pe vară, dar în anii cu primăvară timpurie, poate depune două ponte pe sezon, de obicei a două pontă este depusă dacă prima este pierdută. Incubația este asigurată numai de către femelă și durează 11-14 zile.
Puii din cuib sunt hrăniți și îngrijiți de ambii părinți, care aduc 20-40 (în medie aproximativ 25) porții de hrană pe oră, fiecare porție constă din 1-2 insecte mici. Puii la eclozare sunt aproape goi, numai pe cap au două smocuri de puf gri-argintiu, mai des sub ochi și mai rar pe ceafă; colțurile gurii sunt galbene, suprafața interioară a gurii este galben-portocalie, limba fără pete; picioarele și ciocul sunt albe, ghearele sunt cenușii. Puii părăsesc cuibul după 11-15 zile de la eclozare și un timp oarecare sunt hrăniți de părinți, puii devin independenți după 21 de zile.
Cuiburile sunt parazitate de cucul mic asiatic (Cuculus poliocephalus). Succesul reproductiv este bun; din 274 de cuiburi urmărite timp de 6 ani în Zailiiskii Alatau (în Tian-Șan), din circa 68% au ieșit pui zburători, iar 23% au fost distruse de prădători.

## Deplasări sezoniere

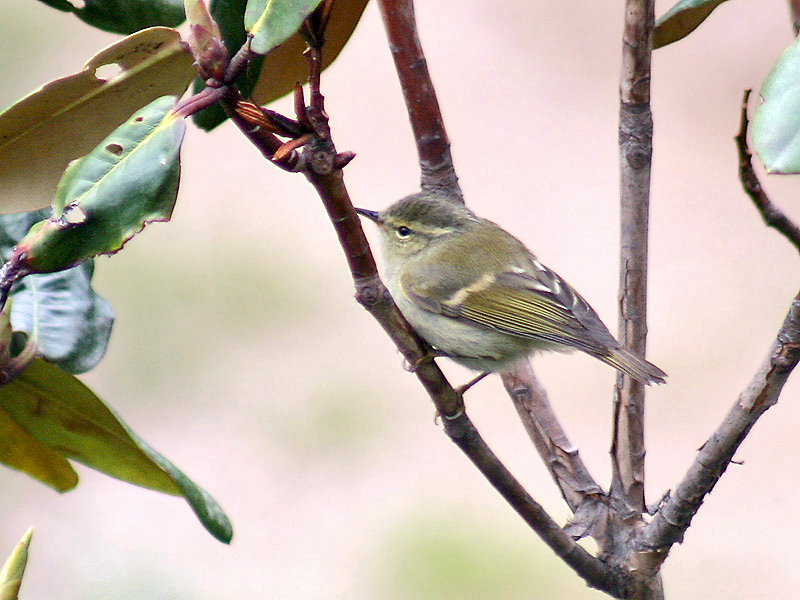
Pitulicea de Himalaia în Himachal Pradesh, India.

Pitulicea de Himalaia este o pasăre migratoare. Toate populațiile se deplasează între sud-vest și sud-est pentru a ierna mai ales în regiunea situată între nordul Afganistanului și nordul Vietnamului.
Pleacă treptat din locurile de cuibărit la sfârșitul lui iulie și începutul lui august, pasajul are loc prin văile din munții Saian și Altai și primele pasări migratoare apar în nord-vestul Himalaiei (Ladakh) pe la sfârșitul lunii august. Pasajul prin sudul Kazahstanului, Uzbekistan și Tadjikistan are loc de la mijlocul lui septembrie până la sfârșitul lui octombrie, în nord-vestul Chinei (în bazinul Tarim, în vestul regiunii autonome Xinjiang) de la sfârșitul lui august până la începutul lui noiembrie. Ultimele păsări din munții Saian și Altai sunt văzute la sfârșitul lui august - începutul lui septembrie Sosește în nordul Afganistanului și zona Islamabadului din Pakistan în ultimele zece zile ale lui septembrie.
Este numeroasă în pasajul prin Nepal (în ambele sezoane) și prezentă în India din octombrie până în aprilie. Un număr mic iernează în nord-estul Afganistanului, sud-estul Iranului și estul Arabiei, unde este prezentă până la sfârșitul lui aprilie. Este rară în pasaj și în timpul iernii în Emiratele Arabe Unite în septembrie-aprilie.
Migrația de primăvară spre locurile de cuibărit din nord începe în martie, cu un pasaj evident prin nord-vestul Indiei. Trece în pasaj prin Cașmir și nord-estul Afganistanului de la mijlocul lui aprilie până la sfârșitul lui mai. Primele păsări sosesc în sudul Kazahstanului  la mijlocul lui aprilie (excepțional la sfârșitul lui februarie), pasajul continuă pe tot parcursul lunii mai. În Munții Altai sosește la începutul lui mai, moment în care ultimii indivizi trec în pasaj prin Islamabad. Primele păsări sosesc în vestul Mongoliei la începutul lui mai și majoritatea părților nordice ale arealului de cuibărit sunt ocupate în a doua jumătate a lunii mai.
Există puține informații despre pasajul subspeciei mandellii; ea trece în pasaj prin sud-vestul Chinei în septembrie și se întoarce în aprilie.
Apare accidental (subspecia nominată) în Europa spre vest pânâ în Fenoscandia, Marea Britanie, Franța și spre sud pânâ în Italia, Turcia, Israel și Irak.

## Statutul și conservarea
Specia nu este amenințată cu dispariția la nivel global (LC după criteriile IUCN).
Este larg răspândită în cea mai mare parte a arealului de cuibărit, iar în unele locuri este numeroasă. Densitatea populației ajunge până la 4 perechi/ha în nordul Pakistanului, 65 de păsări/km² în pădurile deschise din Altai și 20 de cuiburi/ha în centrul Altaiului. Este comună sau destul de numeroasă în cea mai mare parte a cartierelor de iarnă. Se întâlnește rar, dar în unele locuri este comună, în Myanmar, Tailanda și nordul Indochinei.
Mărimea globală a populației nu a fost evaluată, însă specia este foarte comună, populația din China a fost estimată la 100-10.000 de perechi cuibăritoare și 50-1000 de indivizi în timpul migrației.
Se pare că populația este stabilă în absența dovezilor unului declin sau unor amenințări substanțiale.